# Zamia lindleyi
Zamia lindleyi — вид голонасінних рослин класу Саговникоподібні (Cycadopsida). Описаний в 1851 році німецьким ботаніком Дітріхом на основі записок польського колекціонера Юзефа Варзевича (Józef Warszewicz) з Кракова.

## Етимологія
Названий на честь Джона Ліндлі, англійського ботаніка з Лондона.

## Опис
Струнке стебло росте до висоти 2 метри, на якому виростає до 15 елегантно вигнутого листа довжиною до 2,5 метра. 

## Поширення, екологія
Росте в гірській місцевості західної Панами (регіони Chiriquiri та Bocas del Toro) у середовищі хмарних лісів. Рослина росте на вологому і кислому ґрунті, без якого не буде рости. Рідні рослини зібрані Варзевичем були відправлені в Англію й Німеччину, але вижили й донині. 